# Kröszl Vilmos
Kröszl Vilmos (Budapest, 1911. november 19. – Budapest, Kőbánya, 1967. augusztus 2.) sütőmunkás, a második világháborúban a zuglói nyilasház parancsnoka, háborús bűnös. 1967-ben kivégezték.
Kröszl Vilmos, a zuglói nyilasház vezetője ötszázhatvan ártatlan embert ölt meg, kizárólag azért, mert zsidónak születtek. A férfi az egész eljárás alatt tagadta, hogy gyilkolt volna.
| Kröszl Vilmos                             | Kröszl Vilmos                             |
| Kattints az alábbi külső linkek egyikére! | Kattints az alábbi külső linkek egyikére! |
| ----------------------------------------- | ----------------------------------------- |
| Nem található szabad kép.(?)              |                                           |
| külső link · jogvédett                    | Kröszl Vilmos bírái előtt 1967-ben.       |

## Élete
Budapesten egy nyolcgyermekes szegény családban született. Anyja Tülk Borbála, római katolikus, Tülk Teréz lánya, apja Kröszl Mihály bécsi születésű római katolikus fűszerkereskedő (1872. dec. 5. – Bp., 1959. febr. 27.), Kröszl Róza fia. A szülők 1901. július 18-án Budapesten házasodtak össze. Kezdetben péknek tanult, majd segédmunkás lett.  
Egészen a nyilas puccsig nem volt tagja semmilyen nyilas mozgalomnak, ám a hatalomátvétel (1944. október 15.) után kérte felvételét a zuglói pártszervezetnél. Kérelmének eleget tettek, s Kröszl a Thököly út 80. szám alatti nyilasházban kezdett "dolgozni". Itt rendszeresen kínozták az embereket, s számtalan kivégzésre is sor került. Nőket erőszakoltak meg, vasrudakkal, gumibottal, bikacsökkel bántalmazták az elfogottakat, testüket, arcukat cigarettával égették meg. Gyermekeket fojtottak vízbe, emberek szemét szúrták ki kötőtűvel.  
1944. november 14-én a "pártházavató ünnepségen" a részeg nyilasok a Rákos-patakhoz vitték a zsidókat, majd főbe lőtték őket. Decemberben 14 zsidót hoztak ugyanide, melyekből Kröszl kiválasztott kettőt, s utasította őket, fussanak versenyt egymással, majd hozzátette, hogy aki nyer, életben marad. A kiválasztottak őrült futásba kezdtek, ám hiába: Kröszlék mindkettejüket főbe lőtték. A többi 12-re ugyanez a sors várt. Ugyanebben a hónapban több foglyot a 67-es villamos sínére fektettek, majd utasították a villamos vezetőjét, menjen át rajtuk, ám a sofőr ezt megtagadta. Karácsonykor ugyancsak ittas állapotban erőszakoltak meg több nőt, s a "hűségpróba" keretein belül körülbelül 30 zsidót főbe lőttek. Kröszl olyan jól "teljesített", hogy még 1944 végén a zuglói pártszervezet vezetője lett. Innentől kezdve "csupán" utasítást adott a foglyok meggyilkolására, saját kezűleg nem gyilkolt.  

A második világháború után nem menekült el, békésen élt tovább Magyarországon, mígnem 1957-ben Zuglóban egy idősebb nő felismerte, aki azonban nevet nem tudott hozzá kapcsolni, s a rendőrségre ment feljelentést tenni. 1965-ben ismét felismerték, immáron a Duna–parton, s ez az áldozat már tudta megkínzója nevét. Kröszl Vilmost és 18 társát lefogták, s bíróság elé állították. A volt nyilas rezzenéstelen arccal hallgatta a kegyetlenkedéseiről szóló vallomásokat, védője Bárándy György volt. 
Ebben az ügyben a cselekmény elkövetése óta több mint húsz év telt el. Ennyi idő alkalmas az egyén megnevelésére, javulására, tehát nem indokolt vele szemben a legsúlyosabb büntetés kiszabása… Kérem, sok idő telt el, és nem tudok abban hinni, hogy ezidő alatt a vádlottak, így védencem, Kröszl Vilmos is, ne döbbentek volna rá arra, hogy mi történt… Mit tettek. Lehetetlen, hogy a több mint két évtized alatt ne lett volna lelkifurdalásuk. Ezek az emberek eddig félelemben, rettegésben éltek. Ez a félelem, a lelkiismeret-furdalás büntetés volt, amit az ítélet kiszabásakor nem lehet figyelmen kívül hagyni.
Két társával, Németh Lajossal és Sándor Alajossal együtt halálra ítélték, s kivégezték. A per többi vádlottait börtönbüntetésre ítélték.